# تا فین
تا فین (به لاتین: Tả Phìn) یک منطقهٔ مسکونی در ویتنام است که در استان دین‌بین واقع شده‌است.